# Могила Тараса Шевченка
Моги́ла Тара́са Шевче́нка — місце поховання українського поета Тараса Шевченка в місті Канів (Черкаська область) на Чернечій горі, над яким у 1939 році встановлений бронзовий пам'ятник роботи скульптора Матвія Манізера.

## Історія поховання

### Передісторія: мрії про пристанище коло Канева

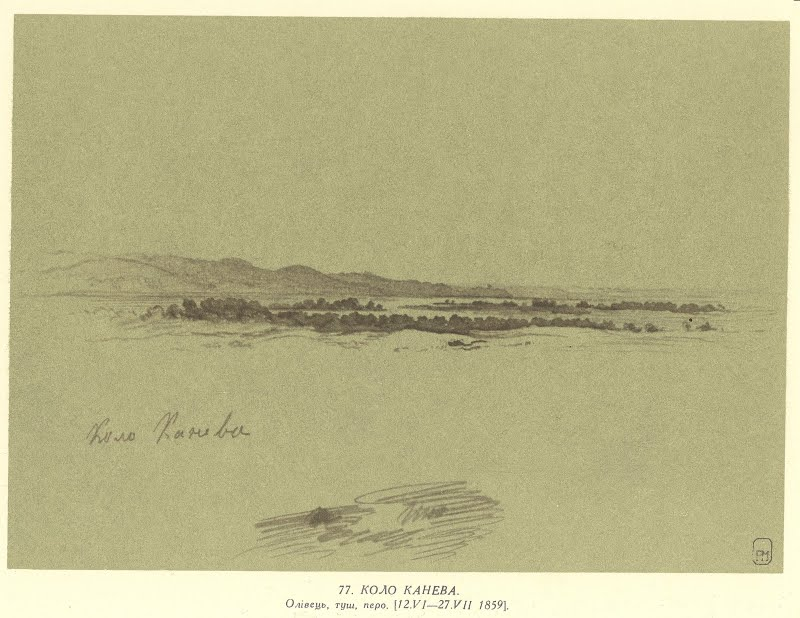
«Коло Канева»
малюнок Тараса Шевченка
1859, олівець (зліва внизу тушшю рукою Шевченка напис: Коло Канева)

У червні 1859 року в Україну (він її не бачив вже 12 років) повертається Тарас Шевченко. Він відвідує свого друга Михайла Максимовича — першого ректора Київського університету, який жив на хуторі неподалік Канева на лівому березі Дніпра. В тиші Михайлової гори Тарас Шевченко часто сидів під п'ятисотлітнім дубом, який зберігся досьогодні і називається «дубом Шевченка». Звідти він милувався канівськими горами. Був Шевченко і в містах та селах повіту: Пекарях, Луці, Межирічі. Намалював пейзажі «Коло Канева», «В Межиріччі».
Поет мріяв поселитися на одній з канівських гір. Тут, сподівався Шевченко, залишать його недуги. Він навіть намалював кілька проєктів хати з широкою світлицею, а разом з управителем поміщика Парчевського i землеміром на високому березі Дніпра виміряв ділянку під неї. Відомо 2 фасади, п'ять схематичних планів хати та один — комори. Всі написані Шевченком власноруч. Але мрії про одужання та придбання землі не здійснилися. Після повернення в маєток Максимовича Шевченка втретє заарештували, а після кількаразових допитів зобов'язали повернутися до Петербурга. 10 березня 1861 року Шевченко помер. В кількох поезіях поет згадував свою нездійсненну мрію поселитися на березі Дніпра.

### Перше поховання і дорога в Канів

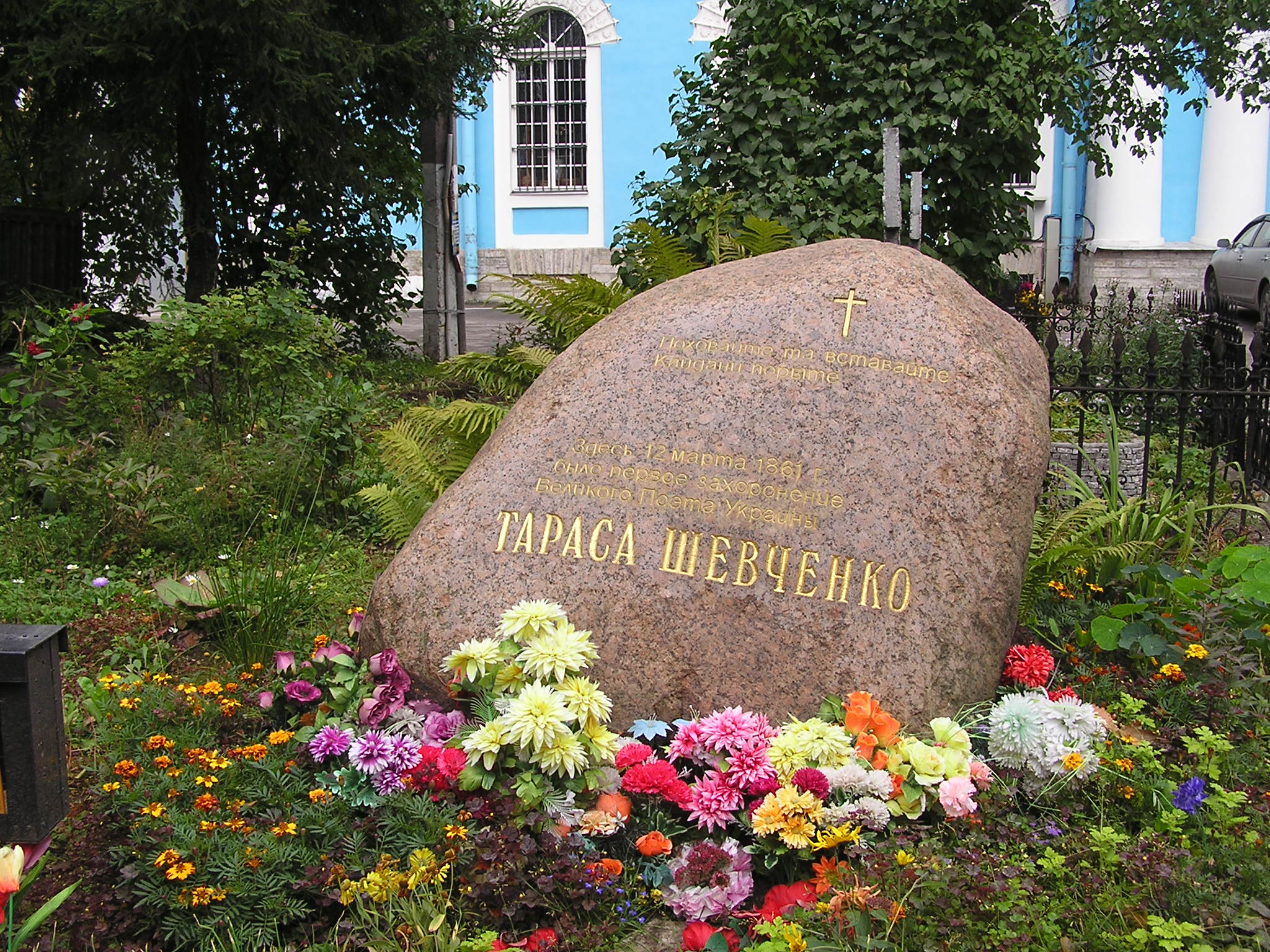
Пам'ятний знак на місці першого поховання Тараса Шевченка в Петербурзі
2008 (валун із граніту встановлений в 1989)

На кошти друзів 13 березня Шевченка поховали спочатку на Смоленському кладовищі в Петербурзі біля Церкви Смоленської ікони Божої Матері. Але ще в день смерті поета його друзі — художник Григорій Честахівський, брати-літератори Михайло та Олександр Лазаревські — вирішили виконати волю поета і поховати його в Україні. Михайло Лазаревський звернувся до петербурзького військового генерал-губернатора з проханням видати дозвіл на перевезення тіла Шевченка з Петербурга в Україну. В квітні необхідні папери були підписані. Супроводжували труну Олександр Лазаревський і Григорій Честахівський. 27 квітня вони прибули до Москви, де домовину Шевченка встановили в Тихонівській церкві. Далі в Україну труну везли кіньми.
18 травня прах Шевченка було доправлено до Києва. На київському ланцюговому мосту труну до самої церкви Різдва Христового на Подолі (Поштова площа) несли студенти Київського університету. Домовина перебувала в церкві до 20 травня, а вранці на руках її понесли до пароплава «Кременчук», який і взяв курс на Канів. Весняні води близько підступили до міста, тому пароплав причалив на невеличкому острівці за 200—300 м від твердого берега, але жоден з рибальських човнів не міг витримати ваги домовини. Не можна було і перенести її на руках бродом. Тоді запрягли дві пари волів у воза і по мілкому перевезли труну на суху землю. Багатолюдним ходом рушили до Успенського собору мешканці Канева, передмість та навколишніх сіл. Там домовину поета залишили для прощання на два дні, а 22 травня протоієрей канівського собору Гнат Мацкевич відслужив заупокійну літургію i виголосив надгробне слово, яке завершувалось словами:
| «Благовій же до граду нашого, Україно: в нас покоїться прах Тараса Шевченка! Тут, на одній з найвищих гір Дніпрових, як на горі Голгофі, подібно Хресту Господньому, водрузиться хрест, що його бачитимуть і по цю, i по ту сторону Дніпра»[2]. |
На панахиду зібралися тисячі людей з навколишніх міст і сіл. Тут же, на прицерковному цвинтарі, хотіли й поховати поета. Але його друзі настояли на Чернечій горі, біля якої Шевченко хотів поставити хату. Яму викопали, за словами Григорія Честахівського, студенти Київського університету, брати й родичі покійного та деякі селяни, що знали поета за життя. Солдати-муляри з канівського гарнізону змурували склеп.
Замість коней у воза, на якому стояла труна, запряглися люди і ярами, горами, лісами повезли Шевченка до місця поховання. На гору труну знову понесли на руках. 22 травня прах Шевченка поховали — в місці, яке відповідало його «Заповіту» («…поховайте мене на могилі, серед степу широкого, на Вкраїні милій, щоб лани широкополі, і Дніпро, і кручі було видно, було чути, як реве ревучий»).
Григорій Честахівський згадував:
| «Винесли гроб, поклали на козацький віз, накрили червоною китайкою. Замість волів впрягся люд хрещений, і повезли, як слід, діти свого батька, що повернувся з далекого краю до свого дому»[4][5]. |

### Похорон і облаштування могили

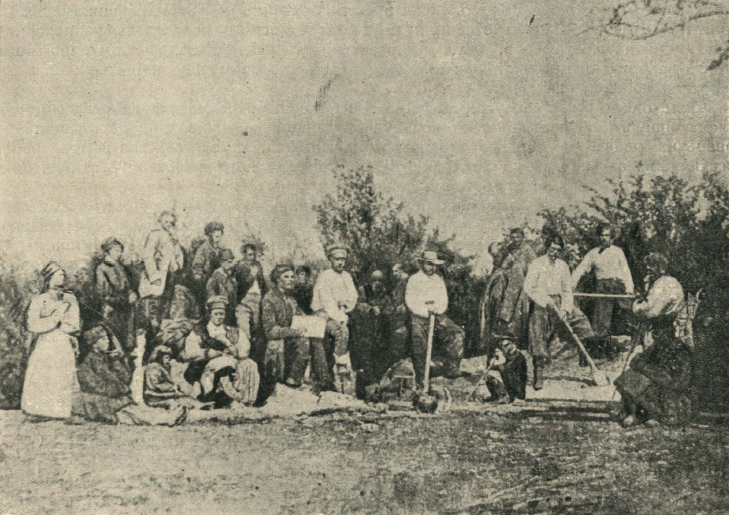
Селяни копають могилу Тарасу Шевченку на Чернечій горі біля Канева
1861

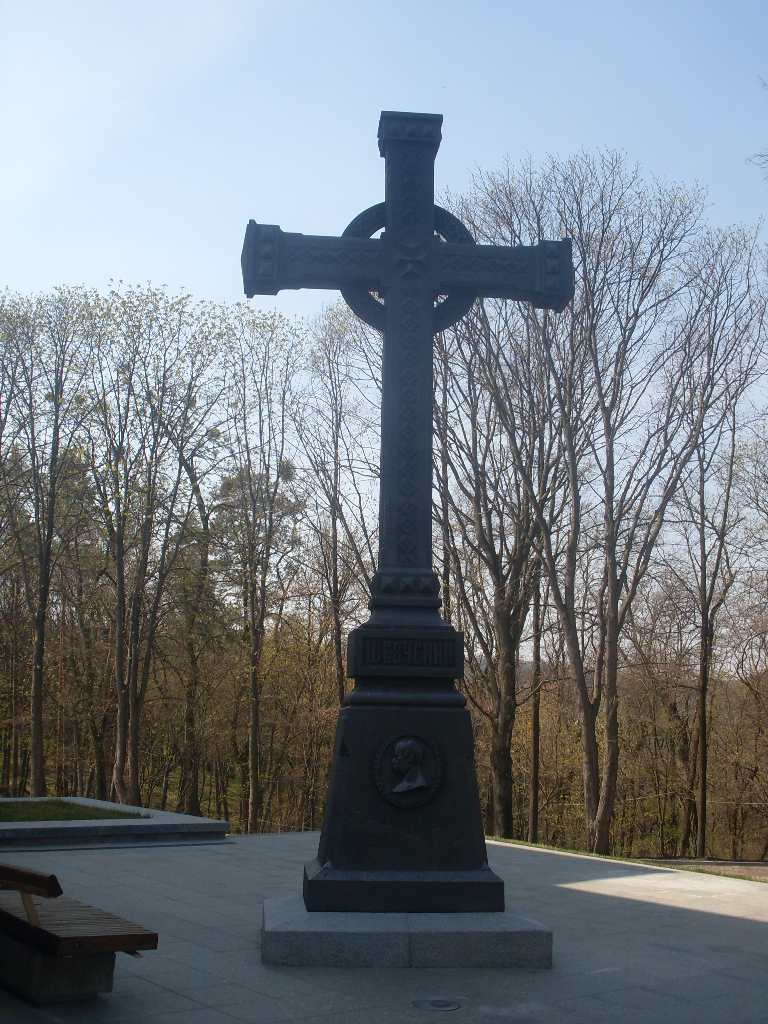
Пам'ятник-хрест з могили Шевченка
2011

За донесенням начальника канівської повітової поліції Котлярова київському генерал-губернатору, над тілом Шевченка під час похорону його в Каневі виголошено було дві проповіді та шість промов. Біля могили зібралось кілька тисяч люду. Похорон тривав до вечора.
Згодом люди насипали на могилі Шевченка курган, наносили каміння і укріпили поховання, поставили дубовий хрест, який з часом підгнив і впав. На народні пожертви вирішили встановити на могилі новий чавунний хрест. Та урядовці довго не дозволяли це зробити. Одна з причин — через легенди про те, що Тарас живий, а в могилі нібито лежать свячені ножі, які чекають слушної години, щоб з ними селяни пішли на поміщиків.
Чернечу гору канівці з того часу перейменували на Тарасову.
Влітку 1882 року російський письменник Микола Лєсков, завітавши в Канів, писав:
| «Могилу відвідують постійно і те, що вона дуже обсипалась, сталося саме тому, що її не забуто...»[2]. |
Того ж року на могилі Шевченка побував український письменник Михайло Старицький. Його вразило запустіння, яке він побачив. У вірші «На роковини Шевченку» Старицький писав:
|  | За Каневом, на горах, аж на чолі, Де унизу Дніпро щось гомонить, — Могила єсть. Її дощі поволі Розмили вкрай: дубовий хрест лежить; I щовесни згори рвуть хвилі глину, Обвалюють у воду береги, — Щоб вирвати в недбальців домовину Й на дні сховать останки дорогі… |

Лише влітку 1884 року, через 23 роки після смерті поета, на Тарасовій горі дозволили встановити монументальний чавунний пам'ятник-хрест (проєкт академіка архітектури Віктора Сичугова). Тоді ж під керівництвом інженера Олексія Якубенка впорядкували могилу і за народні кошти збудували перший народний музей Кобзаря — «Тарасову світлицю».

### Доглядачі могили

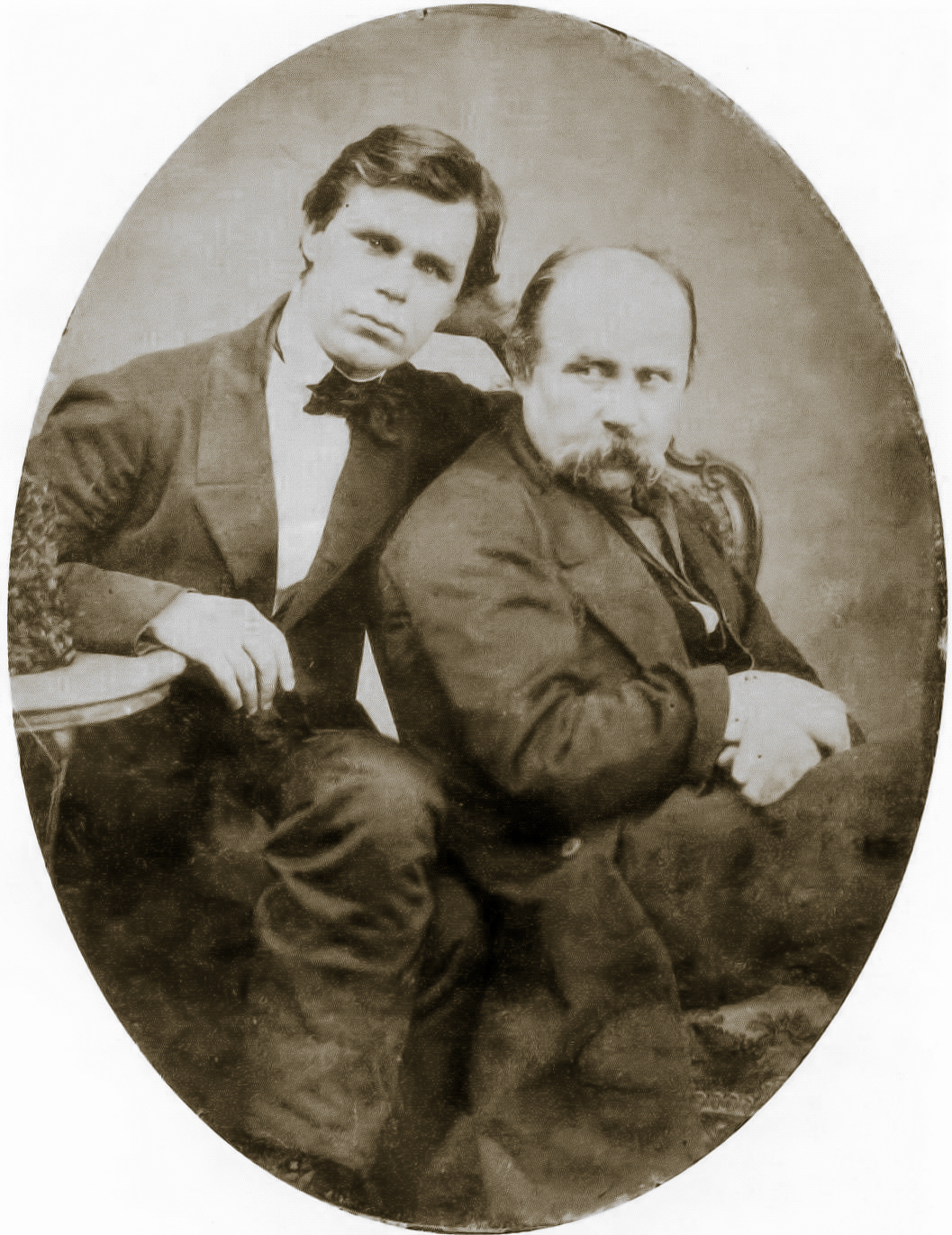
Тарас Шевченко та Григорій Честахівський
фото, 1860

#### Григорій Честахівський
Відразу після перепоховання знайшлися безкорисливі доглядачі могили Шевченка. Спочатку це був художник і друг поета Григорій Честахівський. Він упорядкував могилу, обкладаючи її камінням. Також художник зробив ряд малюнків Тарасової гори відразу після поховання поета. Його листи, нотатки й малюнки виявилися найповнішим літописом прощання з поетом, його похорону й перепоховання. Честахівський оселився неподалік від могили на Чернечій горі, проте через кілька місяців після розмови з Київським генерал-губернатором князем Іларіоном Васильчиковим змушений був повернутися до Петербурга, зобов'язавшись більше ніколи не з'являтися в Київській губернії. Причиною цього стали доноси місцевих поміщиків-поляків, яких налякало масове паломництво до Шевченкової могили, а також згадані чутки, що в домовині насправді заховано свячені ножі, за які візьмуться селяни й тоді почнеться нова гайдамаччина. Честахівський, який поширював серед простолюду книжечки з віршами Тараса Шевченка, мимоволі опинився в ролі головного підбурювача.

#### Варфоломій Шевченко

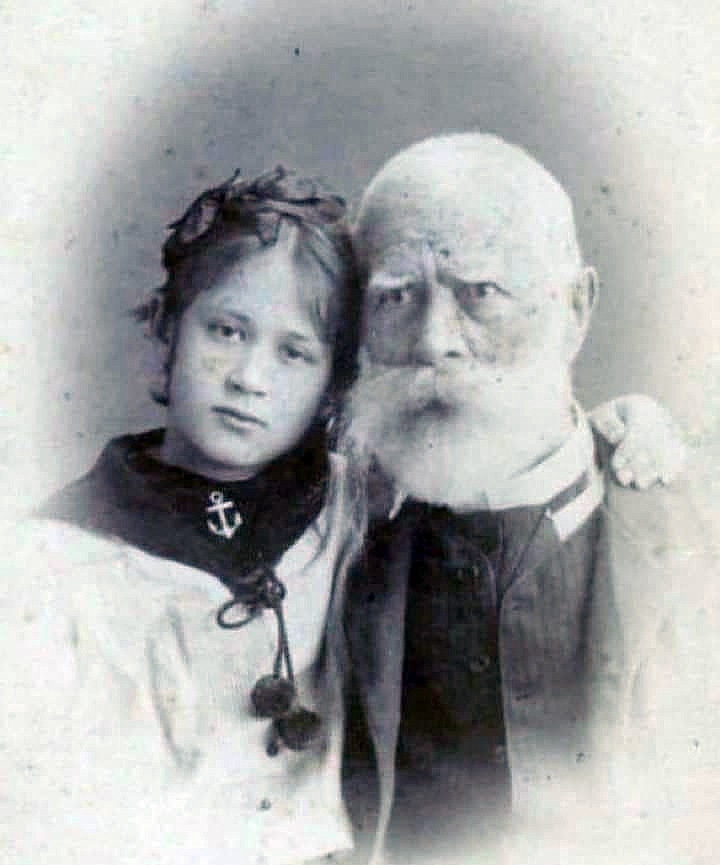
Варфоломій Шевченко з онукою Олександрою (Олександра Михайлівна Велігорська, майбутня дружина російського письменника Леоніда Андреєва)
фото, 1891

Понад тридцять років — до останніх своїх днів — про збереження й упорядкування могили на Чернечій горі клопотався Варфоломій Шевченко, троюрідний брат Тараса Григоровича, який навесні 1861 року був «єлисаветградським купцем». Саме з такою приміткою його ім'я потрапило до складеного поліцією списку осіб, що прибули до Канева з домовиною Шевченка.
Щоб зберегти для нащадків могилу Шевченка, троюрідному брату поета доводилося орендувати землю під неї у Канівської міської думи. І дума регулярно брала за «півдесятини міської землі, на якій поховано прах Академіка Імператорської Академії мистецтв Тараса Шевченка» щорічну орендну плату — 2 карбованці сріблом. Піклуватися про поховання Варфоломію Шевченку було непросто, бо за ним постійно стежила поліція й жандармерія. Він був змушений регулярно змінювати місце проживання своєї родини.
У 1869 році «єлисаветградському міщанину» Варфоломію Шевченку вдалося укласти з Канівською міською думою контракт, який давав йому право на «потомственное пользование» півдесятиною землі, на якій похований прах «академіка Тараса Шевченка». У червні 1883 року Варфоломій Шевченко подав до канівської міської Управи прохання:
| «На могилі мого брата Тараса Шевченка був поставлений дерев'яний хрест, який від часу підгнив і в жовтні 1882 року звалився. Шануючи пам'ять покійного мого брата... я наважився поставити на могилі новий хрест, обгородивши могилу ґратами, а поблизу неї збудувати хату для сторожа»[2]. |
Прохання передали до канцелярії генерал-губернатора. Звідти прийшов запит про дійсний стан могили. Лише коли канівська поліція підтвердила, що могила дійсно поруйнована, було дозволено впорядкувати її. Однак при цьому суворо попереджалося, «щоб не було допущено будь-яких маніфестацій» по закінченні робіт. На київському заводі Олексія Термена замовили металеву огорожу i чавунний хрест. Несподівано, коли замовлення вже було готове, генерал-губернатор наказав накласти арешт на хрест, бо на ньому була табличка зі словами Шевченка:

| «Свою Україну любіть; Любіть її во время люте, В останню, тяжкую минуту За неї господа моліть. |
Роботи над упорядкуванням могили припинилися. Майже рік тяглося листування. Кінець кінцем замовники вимушені були зняти з хреста табличку. Лише в липні 1884 року чавунний хрест встановили на могилі поета. Пофарбований у біле, він чітко вирізнявся на фоні блакитного неба. Видно його було за десятки кілометрів з Полтавських рівнин за Дніпром і по Дніпру — від Селища до Прохорівки.
Незадовго перед смертю Варфоломій Шевченко (він помер в 1892 році) за 100 карбованців сріблом викупив орендований шматок землі під Шевченковою могилою (постанова Канівської думи про продаж півдесятини землі вийшла 17 листопада 1891 року) й подарував його місту Каневу. Це давало можливість захистити могилу умовами, які були викладені в дарчій записці. Разом із землею Варфоломій Шевченко подарував місту ще й 3000 карбованців сріблом, які вклав до державного банку, заповівши, щоб проценти з тієї суми міська влада використовувала на утримання могили. На подарованій землі не дозволялося нічого будувати, не можна було і перетворювати її на кладовище. Водночас, могила мала бути відкритою для відвідувачів. Але міська дума дар не прийняла і утриманням могили не переймалася. Межа турбот місцевої влади обмежувалась лише наглядом за відвідувачами Тарасової гори.

#### Василь Гнилосиров
З 1873 по 1894 рік громадським доглядачем Шевченкової могили був викладач канівського двокласного училища, журналіст, письменник Василь Гнилосиров (псевдонім — А. Гавриш). Турботами його і Варфоломія Шевченка на горі згодом було збудовано хату для сторожа Івана Ядловського. Частина хати призначалася під кімнату для відвідувачів — так звану «Тарасову світлицю».

#### Іван Ядловський

Могила Івана Ядловського на Тарасовій горі
2010

У 1884 році в побудовану біля могили Шевченка просту селянську хату вселився канівський міщанин, а за сумісництвом — охоронник могили Іван Ядловський. Василь Гнилосиров з цього приводу згадував:
| «22 квітня порішили пустити в сусіди канівського міщанина Івана Ядловського, чоловіка 34 літ, трохи грамотного, бадьорого, з толком у голові, бо він собі швець, розуміє і коло садовини, має жінку моторну і п'ятеро дітей»[2]. |
У другій половині хати в 1889 році за допомогою того ж Гнилосирова була обладнана «Тарасова світлиця». Тоді ж збудували дерев'яні східці до могили, аби вберегти гору від осування.
За домовленістю, складеною з Варфоломієм Шевченком, Іван Ядловський зобов'язувався доглядати за могилою Кобзаря 5 років, але цей термін виявився набагато більшим (1884–1933 роки). Майже півстоліття він охороняв могилу поета, доглядав дерева і квіти біля неї, зустрічав відвідувачів могили, часто годував їх, пригощав чаєм з трав, пиріжками, які пекла його дружина Мелашка, а на згадку дарував людям ложки, зроблені у формі рибки, які вирізав сам. Також Ядловський сам шив чоботи, плів ятерi, в'язав сітки, вирізав ложки, ковганки, рубелі для прасування.

### Відвідувачі могили

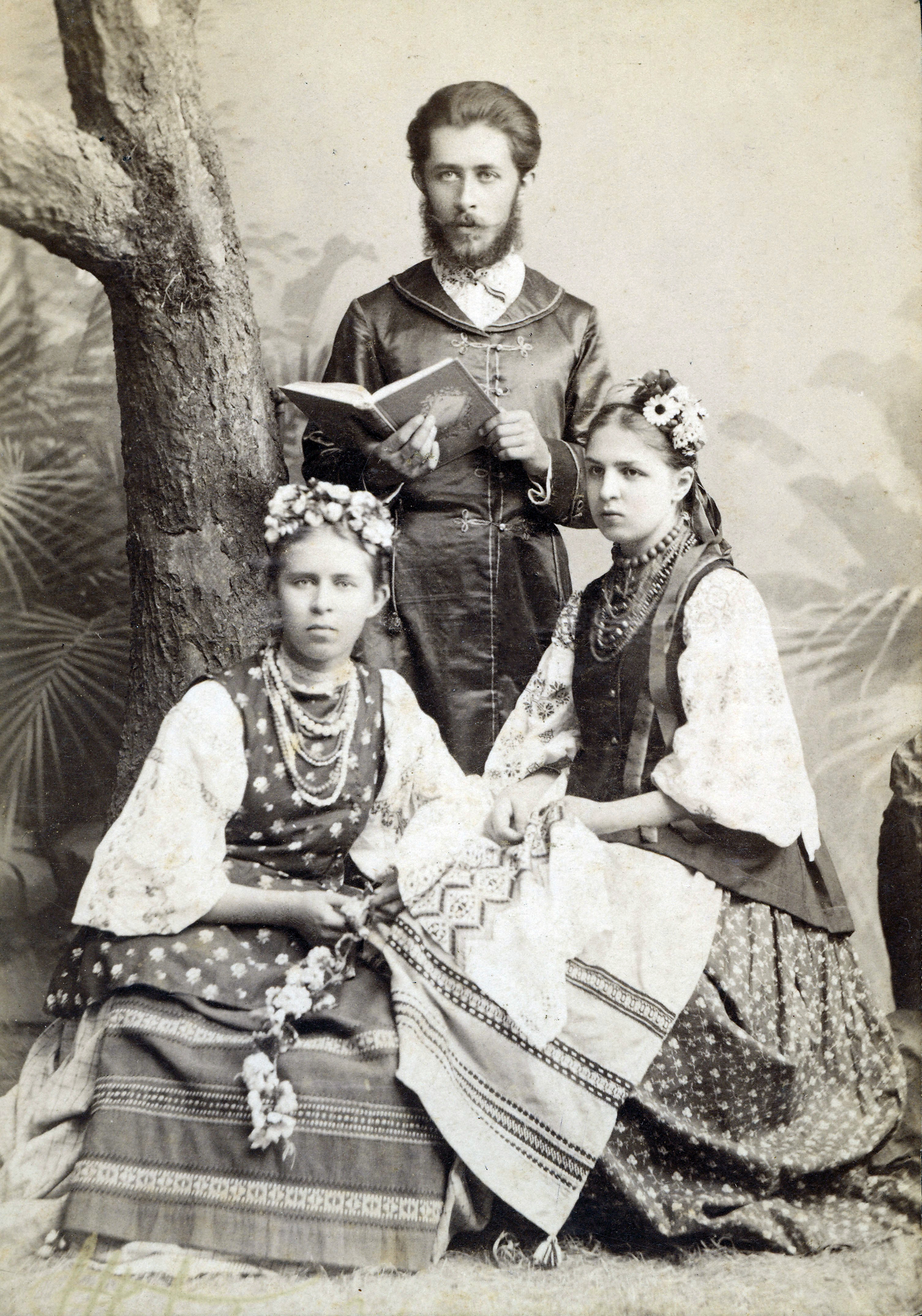
Леся Українка з Маргаритою Комаровою тримають вишитий рушник на могилу Тараса Шевченка. Стоїть — Михайло Косач. Одеса, кінець серпня 1889 р.

Щороку, в дні Зелених Свят, на могилі Шевченка збиралися шанувальники пам'яті поета. В окремі роки їх кількість доходила до 5-6 або й 10 тисяч. Приїздили пароплавами, човнами, возами, приходили пішки за багато десятків кілометрів. Тоді внизу під горою широкий берег Дніпра був переповнений возами. Лунали співи, читали «Кобзаря», на вогнищах готували похідну страву. Люди прибували поодинці і групами. Тим, хто приїздив з далекої дороги, знаходили нічліг.
В різні часи могилу Кобзаря відвідали: Іван Нечуй-Левицький, Михайло Старицький, Микола Лєсков, Іван Бунін, Михайло Коцюбинський, Леся Українка, Марко Вовчок, Борис Грінченко, Василь Стефаник, Ольга Кобилянська, Марко Кропивницький, Максим Горький та ряд інших. Вшановували пам'ять Кобзаря композитори Микола Лисенко, Микола Леонтович, Кирило Стеценко, Яків Степовий, артисти — Марія Заньковецька, Олександр Ленський та інші.
Микола Лисенко планував покласти на музику весь «Кобзар» Шевченка (він працював над здійсненням свого задуму все життя, написав на слова поета понад 90 музичних творів), а в 1909 році організував на могилу Шевченка в Каневі «громадську подорож», в якій взяло участь більше 100 осіб.

### XX століття

#### Початок століття

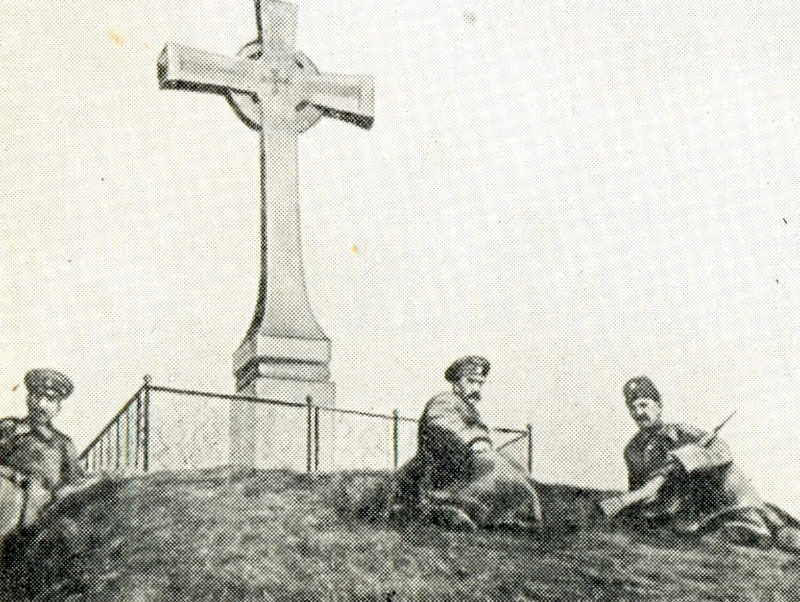
Жандарми біля могили Шевченка
1914

У 1914 році, коли виповнювалося 100 років від дня народження Шевченка, царський уряд спеціальним циркуляром заборонив святкувати цей ювілей. У березні всі охочі почали з'їжджатися в Канів до могили поета. Але доступу на Тарасову гору не було. ЇЇ оточили жандарми, підсилені сотнею козаків. Навіть на могилі Шевченка лежали жандарми, озброєні гвинтівками.
10 червня 1918 року Рада Міністрів Української Держави визнала могилу Тараса Шевченка національною власністю.

#### 20-40-ві роки

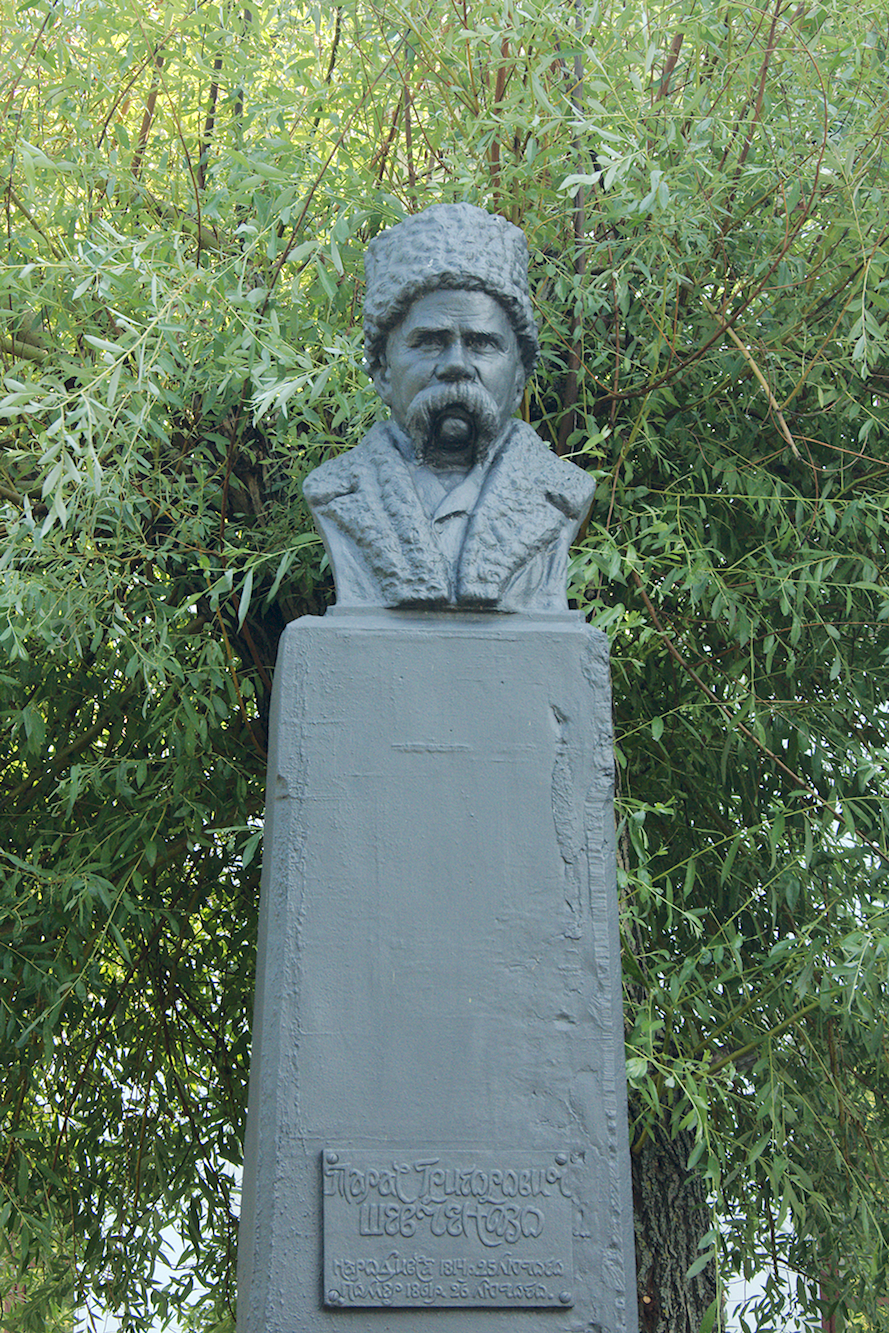
Пам'ятник-бюст за проєктом скульптора Каленика Терещенка
1923

Влітку 1923 року радянська влада змінила хрест на могилі Шевченка на тимчасовий пам'ятник-бюст, який спроєктував скульптор Каленик Терещенко, а виготовили робітники Городищенського цукрового заводу.
У тому ж 1923 році академік Володимир Різниченко вніс пропозицію про створення Державно-національного Заповідного Парку на Тарасовій горі. На думку вченого, охорона Шевченкової могили вимагала насамперед охорони навколишньої природи. Лише насадженням лісів можна було зупинити розмивання та руйнування ярів, які загрожували горі. З проєктом вчених, які підтримали Різнеченка, ознайомився уряд і ухвалив рішення створити біля Канева два заповідники: науково-освітній на Тарасовій горі та природничий — в районі сусідніх гір.
Територія Тарасової гори стала заповідною 20 серпня 1925 року. Протягом 1927–1930 років було проведено меліоративні роботи для укріплення схилів гори, засаджено лісом навколишні яри та міжгір'я. Площа заповідника в результаті цих заходів розширилася до 10 га. Вхід на його територію відкривала дерев'яна арка. Тоді ж південний схил Тарасової гори і сусідньої з нею зрізали на конус, засадили деревами та зробили дерев'яні ринви для відведення дощової води, а провалля перегородили гатками. Збудували і довгі звивисті сходи на вершину гори.
У 1929 році у Каневі біля підніжжя Пилипенкової гори (від імені місцевого жителя, який мав тут землі i сіножаті) для відвідувачів могили Шевченка за проєктом архітектора Петра Головченка був збудований готель. Він був дерев'яний, двоповерховий, розташований так, що майже всі кімнати виходили вікнами на Дніпро. У ньому розмістились і дві музейні кімнати з матеріалами про життя і творчий шлях поета, бібліотека, кінолекційний зал (під час Другої світової війни готель був знищений, на його місці пізніше з'явилася турбаза «Канів»).
Літературно-меморіальний музей Шевченка на Тарасовій горі було закладено 11 квітня 1934 року (архітектори — Василь Кричевський і Петро Костирко). Могила поета сучасного вигляду набула влітку 1939 року. 7 травня Канів святкував 125-у річницю з дня народження Шевченка, на Тарасовій горі зібралось понад 20 000 трудящих. А 18 червня того ж року відкрили новий бронзовий пам'ятник на могилі поета (скульптор — Матвій Манізер, архітектор — Євген Левінсон) та літературно-меморіальний музей. З Києва на багатотисячний мітинг прибули керівники партії і уряду.
15 серпня 1941 року німецькі війська зайняли Канів. Серед іншого, вони пограбували державний заповідник «Могила Тараса Шевченка» — збитків було завдано на 300 тисяч карбованців. У спустошених залах музею німці влаштували казарму для солдат, а потім перетворили його в концтабір. Після війни заповідник відновили.

#### Повоєнні роки
У травні 1961 року на могилі Кобзаря відбувся мітинг, на якому виступив Голова Ради Міністрів УРСР Володимир Щербицький.
31 травня 1964 року на Тарасовій горі відбувся ще один, багатотисячний мітинг, на якому виступив Голова Ради Міністрів УРСР Іван Казанець. На мітингу були присутні керівники партії та уряду Радянської України, учасники міжнародного форуму діячів науки і культури — посланці 43 країн світу, представники республік Радянського Союзу та всіх областей УРСР. Учасники свята поклали на могилу 150 вінків та посадили на Тарасовій горі 150 пам'ятних дубків. Того ж дня відбувся урочистий мітинг будівників Канівської ГЕС, у якому взяв участь член Політбюро ЦК КПРС, Перший секретар ЦК КП України Петро Шелест та Голова Президії Верховної Ради УРСР Дем'ян Коротченко. Про цю подію на бронзовій плиті, вмонтованій у сірий граніт ГЕС, викарбувано:
| «31.V.1964 р. на ознаменування 150-річчя від дня народження Т. Шевченка закладено перший кубометр бетону на будівництві Канівської ГЕС». |
У ювілейні роки значно збагатився експонатами музей-заповідник «Могила Тараса Шевченка». У десяти просторих залах розміщено понад три тисячі експонатів. Серед них дарунки людей з різних країн світу. Тільки за період з 1864 по 1974 рік (за 110 років від часу поховання Кобзаря) на Тарасовій могилі побувало понад 6,5 мільйонів відвідувачів з Радянського Союзу та представники більш ніж 100 держав світу.
Щороку в Каневі і районі широко відзначали Шевченківські дні. Працівники музею Тараса Шевченка, лектори товариства «Знання», колективи художньої самодіяльності будинку культури у місті та в селах проводили Шевченківські вечори. Щороку в день поховання Кобзаря в Каневі на Тарасову гору приїжджали робітники, колгоспники, студенти, письменники, художники, співаки й артисти з усієї України.
Постановою Ради Міністрів і Держбуду з 1976 року Канів віднесено до історичних міст.
У 1977 році частина старих дерев'яних східців, що вели на могилу, відірвалась і сповзла разом із землею донизу саме тоді, коли ними сходила урядова делегація Канади з 80-літнім керівником компартії Тімбаком і супроводжуючі керівні особи ЦК КПУ. Через деякий час з Канади надійшло 380 тисяч доларів на впорядкування заповідника і побудову сходів. Але радянський уряд від «буржуазних» грошей вирішив відмовитись i постановив знайти власні кошти. До могили Шевченка незабаром звели нові гранітні сходи (архітектор Мошинський), а заповідну територію впорядкували. Поряд з горою збудували пристань для туристичних теплоходів.
У 1991 році була відтворена, а в 2010 реконструйована, «Тарасова світлиця» — перший народний музей Тараса Шевченка.

## Галерея

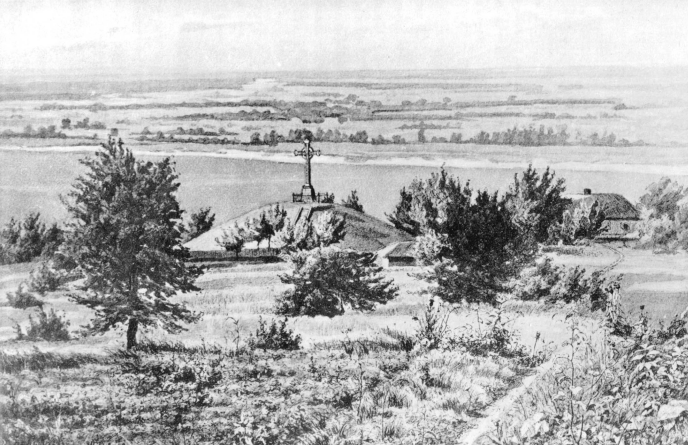
Тарасова могила
Надпис на надгробку могили Т. Г. Шевченка
Надпис біля могили Т. Г. Шевченка
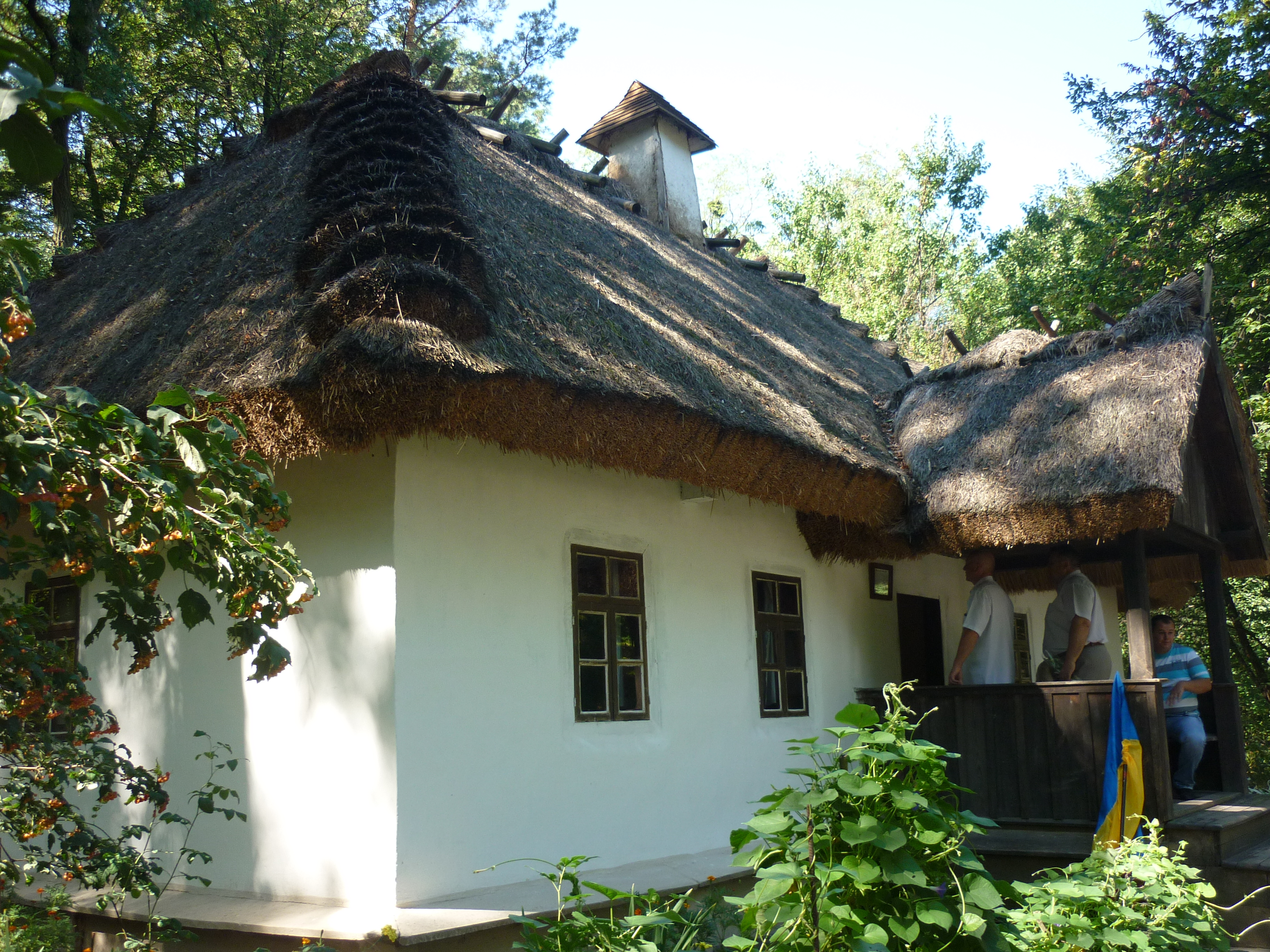
Тарасова світлиця — будинок Івана Ядловського на Тарасовій горі і перший народний музей Шевченка (сучасний вигляд)

## Цікаві факти
- У 1978 році на могилі Шевченка вчинив акт самоспалення дисидент Олекса Гірник.
- Письменник і публіцист Петро Ребро припускає[10], що у своєму «Заповіті» Тарас Шевченко змальовує пейзаж неподалік від Хортиці й саме тут просить поховати його згодом. Окрім згадки про Дніпро, кручі (якими можна назвати скелі острова над річкою) наводиться, що у першій публікації твору в «Кобзарі» в рядках «Було видно, було чути, / Як реве ревучий» Ревучий зазначається з великої літери. Одну з таких назв мав Ненаситець — нині затоплений поріг на Дніпрі, що за переказами був чутний за 15-20 кілометрів. Теорію Петра Ребра підтримала письменниця Оксана Забужко. Про це вона розповіла в одному з випусків літературної програми «ЛітПроСвіт»[11].

## Фотографії відвідувачів
- Шевченківський заповідник. Фото
- Тарасова гора у різні пори року. Фото
- Христина Стебельська: «Дорога до Шевченка веде через усю Україну». Фото
- Канів. Подорожі до Тарасової гори. Фото
- Проща до Шевченка триває. Фото[недоступне посилання з червня 2019]
- Незабутнє. Готуємося до 200-річчя Кобзаря. Фото [Архівовано 25 лютого 2014 у Wayback Machine.]
- Христина Стебельська: «Шлях до Шевченка». Фото
- Христина Стебельська: «Квіти для Шевченка завжди важливіші за слова». Фото [Архівовано 23 лютого 2014 у Wayback Machine.]
- Христина Стебельська: «Фото на Тарасовій горі завжди пам'ятаєш» [Архівовано 24 лютого 2014 у Wayback Machine.]